# ديان نيلسون
ديان نيلسون (بالإنجليزية: Dianne Nelson)‏ هي كاتِبة أمريكية، ولدت في 1954.